# Acqui Terme
Acqui Terme (în piemonteză Äich) este o localitate de 20.566 de locuitori din provincia Alessandria, Italia.

## Demografie
Acqui Terme - evoluția demografică

|  | Graficele sunt indisponibile din cauza unor probleme tehnice. Mai multe informații se găsesc la Phabricator și la wiki-ul MediaWiki. |

Date: Recensăminte sau birourile de statistică - grafică realizată de Wikipedia